# Долны Лопашов
Долны Лопашов (словац. Dolný Lopašov) — село и одноимённая община в районе Пьештяни Трнавского края Словакии. В письменных источниках начинает упоминаться с 1394 года.

## География
Село расположено в западной части края, в долине Малых Карпат, при автодороге 502. Абсолютная высота — 202 метров над уровнем моря. Площадь муниципалитета составляет 22,93 км². В селе есть римско-католическая Церковь Святого Мартина, построенная в 1667 году.

## Население
По данным последней официальной переписи 2011 года, численность населения селa составляла 955 человек.
Динамика численности населения общины по годам:
| Год:                | 1994 | 2004    | 2014    | 2024    |
| ------------------- | ---- | ------- | ------- | ------- |
| Количество человек: | 963  | 979     | 957     | 964     |
| Разница:            |      | +1,66 % | −2,24 % | +0,73 % |

Национальный состав населения (по данным переписи населения 2011 года):
| Национальность | Численность, человек |
| -------------- | -------------------- |
| словаки        | 939                  |
| чехи           | 6                    |
| евреи          | 1                    |
| другие         | 2                    |
| не указана     | 5                    |